# Hohenems-Dornbirns flygplats
Hohenems-Dornbirns flygplats är en flygplats i Österrike.   Den ligger i distriktet Dornbirn och förbundslandet Vorarlberg, i den västra delen av landet, 500 km väster om huvudstaden Wien. Hohenems-Dornbirns flygplats ligger 418 meter över havet.
Runt Hohenems-Dornbirns flygplats är det tätbefolkat, med 442 invånare per kvadratkilometer.. Närmaste större samhälle är Dornbirn, 4,7 km nordost om Hohenems-Dornbirns flygplats. 
I omgivningarna runt Hohenems-Dornbirns flygplats växer i huvudsak blandskog.